# Jihlava
Jihlava é uma cidade da República Checa, situada na fronteira de Boémia e Morávia, duas terras históricas no país. Jihlava é uma das mais antigas cidades mineiras na República Checa.

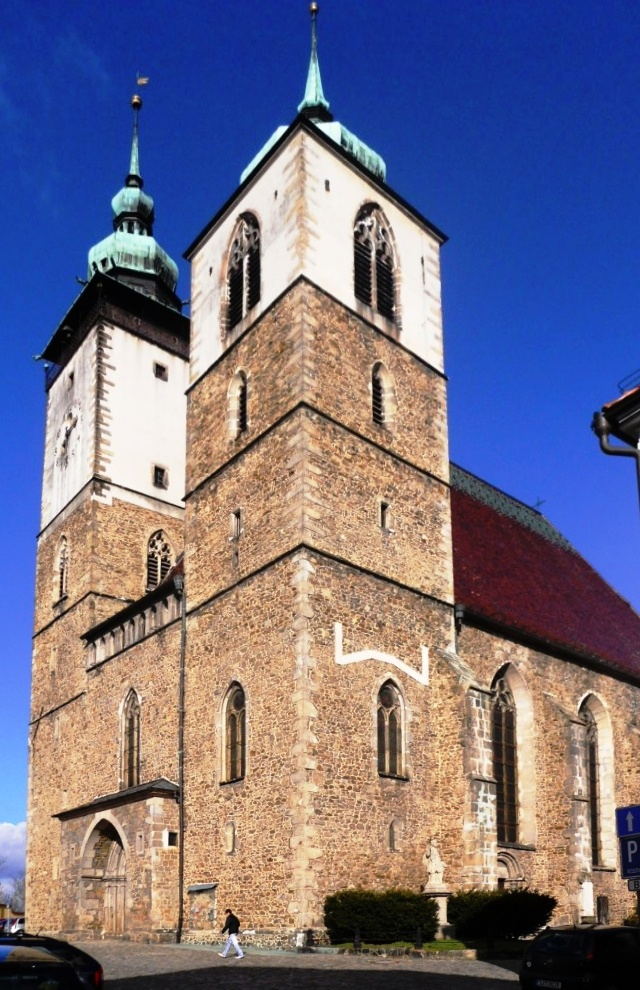
Igreja de São Jacob

A cidade foi fundada no século XIII nas proximidades de uma jazida de prata. Pela primeira vez na Europa Central, para além da legislação municipal foi aqui codificado antigo códex mineiro que se tornou um modelo para muitas outras cidades mineiras.
Até hoje é possível ver um labirinto de corredores subterrâneos de Século XIII. 
Os mais importantes monumentos são Igreja de São Jacob (identificada como Monumento Nacional), Igreja de São Inácio, Praça de Masaryk com Câmara Municipal e Porta da Mãe de Deus.
Jihlava é ainda uma cidade da cultura – o notável teatro (em checo: Horácké divadlo) ou museus, cidade de desporto – clube desportivo de futebol FC Vysočina ou clube desportivo do hóquei no gelo HC Dukla Jihlava, e ponto de lazer – por exemplo Jardim Zoológico.
Gustav Mahler, famoso regente e compositor checo, passou sua infância e adolescência em uma casa no centro da cidade, hoje chamada de Casa de Gustav Mahler.
A cidade é a sede do governo regional da Região Vysočina. Tem cerca de 50 000 habitantes. 

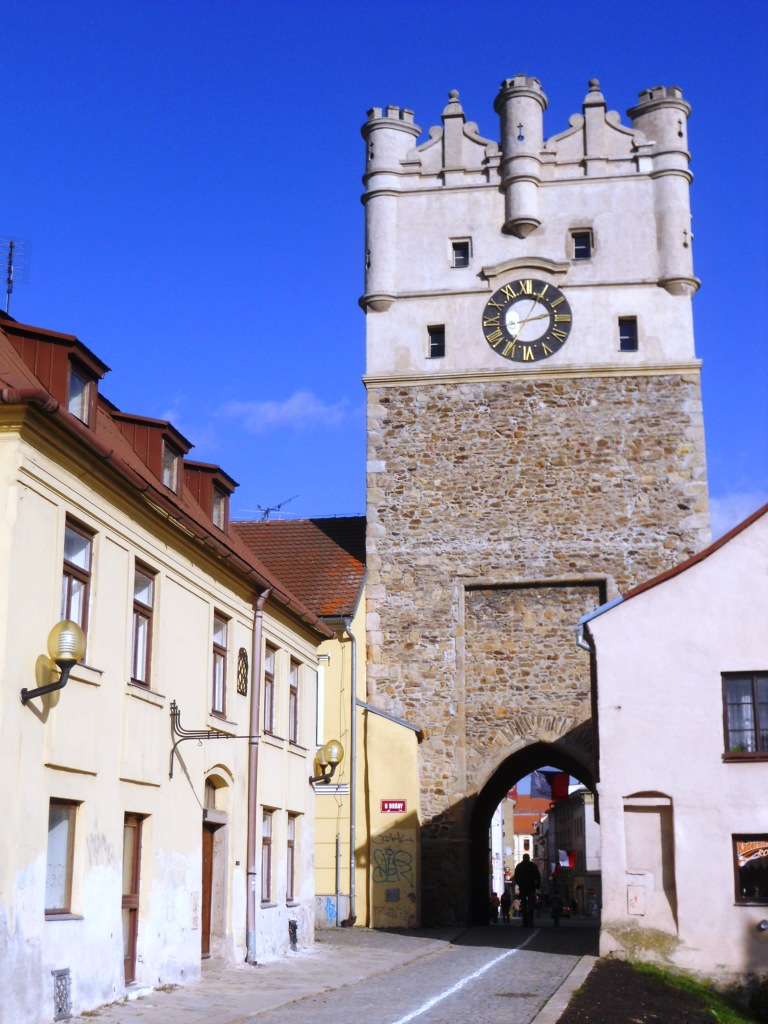
Porta de Mãe de Deus

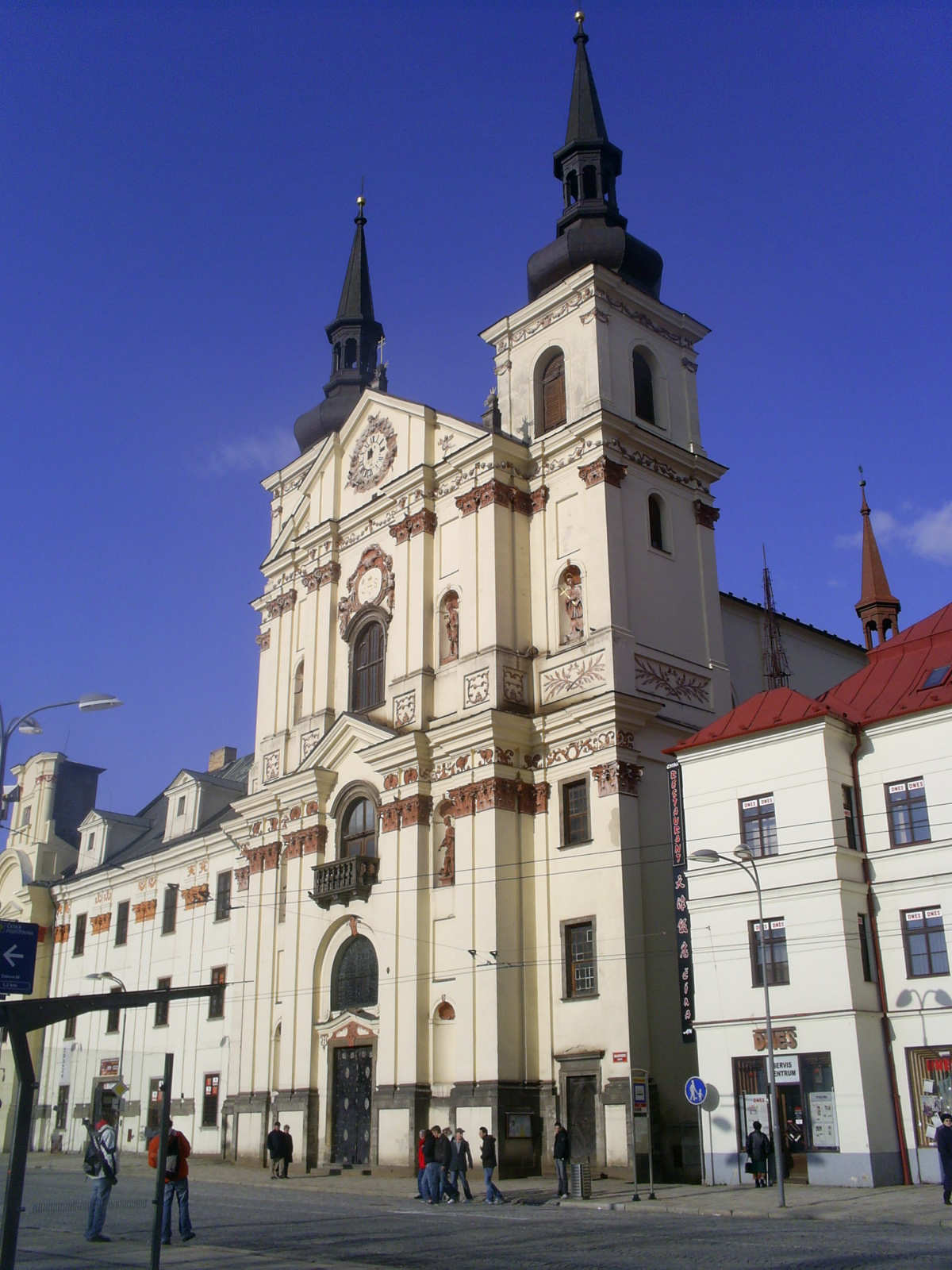
Igreja de São Inácio

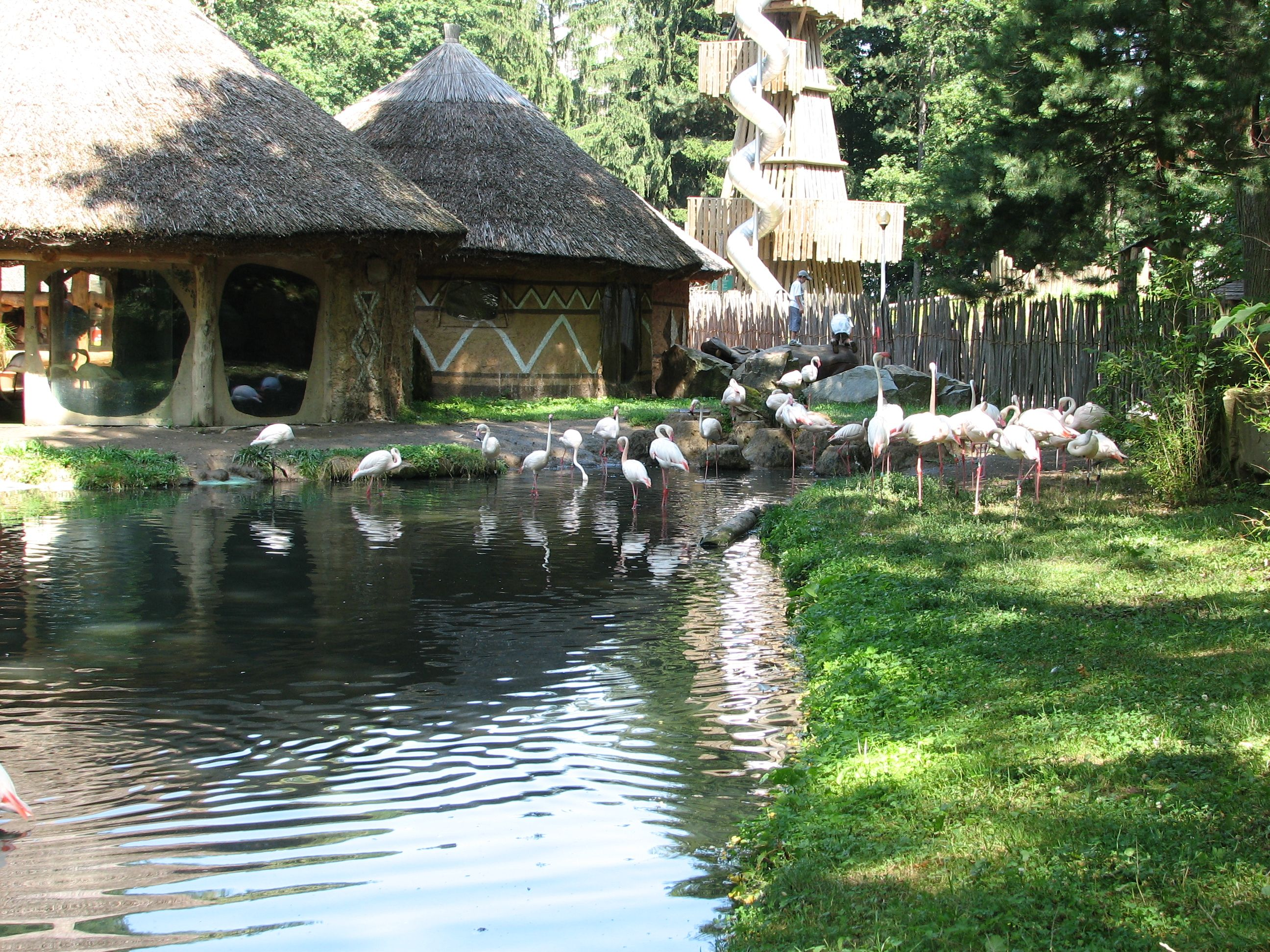
Jardim Zoológico - uma aldeia africana

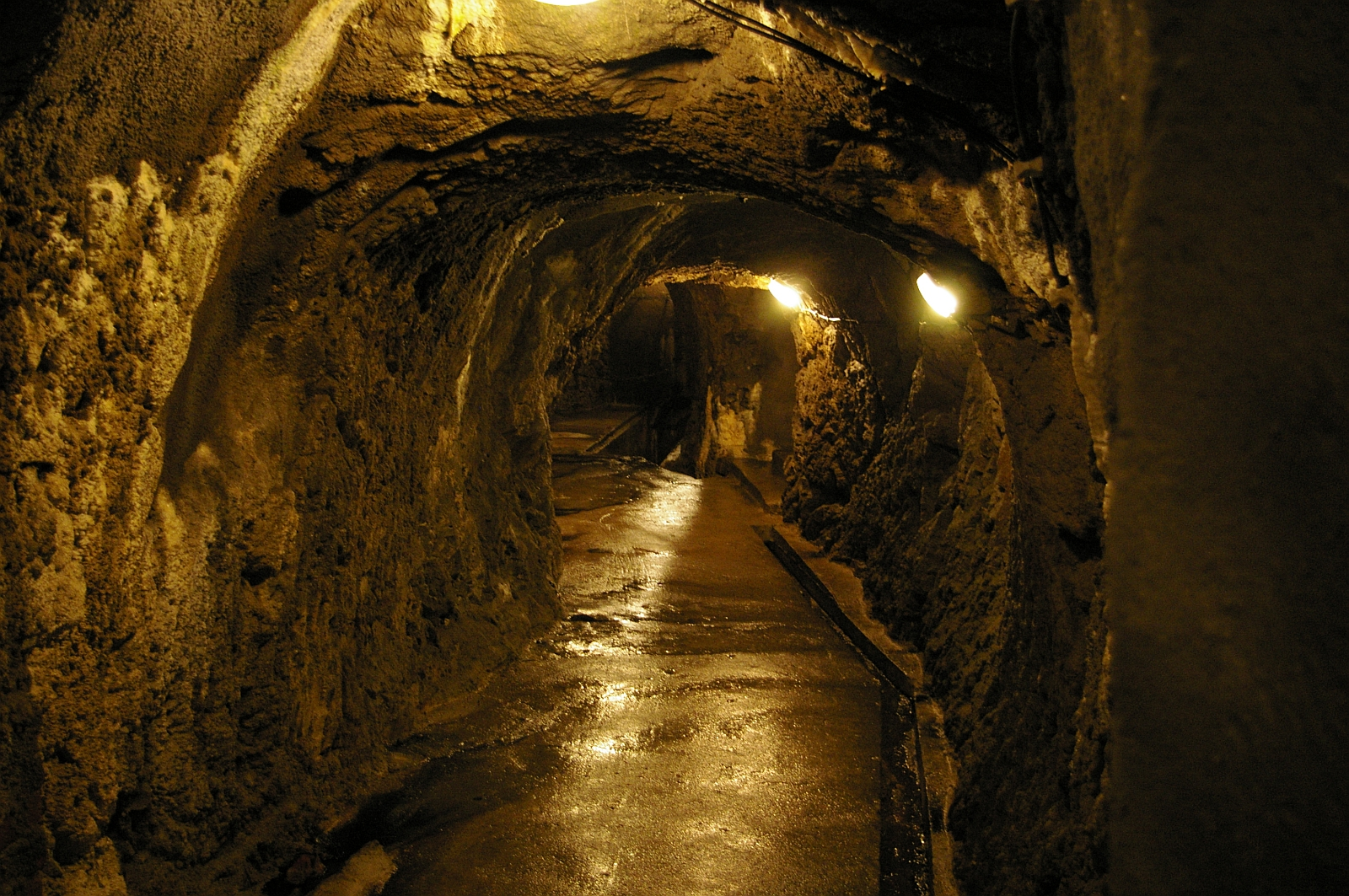
labirinto de corredores subterrâneos